# Démon darwinien
Un démon darwinien est un organisme hypothétique capable de maximiser tous les aspects de sa valeur sélective simultanément. Il n'est pas soumis au trade-off (ou compromis évolutif), et est imaginé dans le cadre d'une évolution sans aucune contrainte. Il tire son nom de Charles Darwin, qui a proposé le mécanisme d'évolution par sélection naturelle. 
Un démon darwinien pourrait par exemple se reproduire dès sa naissance, produire une infinité de descendants et vivre infiniment. 
Bien que ce type d'organisme ne puisse pas exister, certains biologistes utilisent les démons darwiniens dans des expériences de pensées afin de mieux comprendre certaines théories évolutionnistes notamment liées à l'évolution des traits d'histoire de vie.